# Jan Egberts Eleveld
Jan Egberts Eleveld (Beilen, 11 december 1900 - Graswijk, 16 juli 1936) was een gepassioneerd socialistisch politicus en drankbestrijder uit het het Drentse dorp Beilen.
Tegen de achtergrond van de heide, het zand en het veen en tegengewerkt door de Hervormde dorpselite brengt Eleveld de socialisten aan de macht. In 1931 werd hij verkozen in de gemeenteraad van Beilen. In 1935 werd hij opnieuw verkozen en werd hij benoemd tot wethouder. Zijn leven en carrière breken in de knop als hij tezamen met burgemeester Tiete Froentjes in 1936 overlijdt bij een auto-ongeluk nabij Assen. Zijn leven wordt bijna zeventig jaar later weer opgepakt door zijn oudste kleinzoon, journalist Dirk Wolthekker, die in 2003 een boek uitbracht over zijn grootvader onder de titel Terug naar Beilen.
Eleveld is een oudoom van Mathilde Santing. Haar grootvader Jan Eleveld was een broer van Jan Egberts Eleveld. 
- Gemeinsame Normdatei: 128729406
- International Standard Name Identifier: 0000 0000 3458 6194
- Library of Congress Control Number: n2004029250
- Nederlandse Thesaurus van Auteursnamen: 244782555
- Virtual International Authority File: 1072175
- WorldCat: E39PBJwmRFCbFYXVgFQxVd8jYP